# 玖波駅

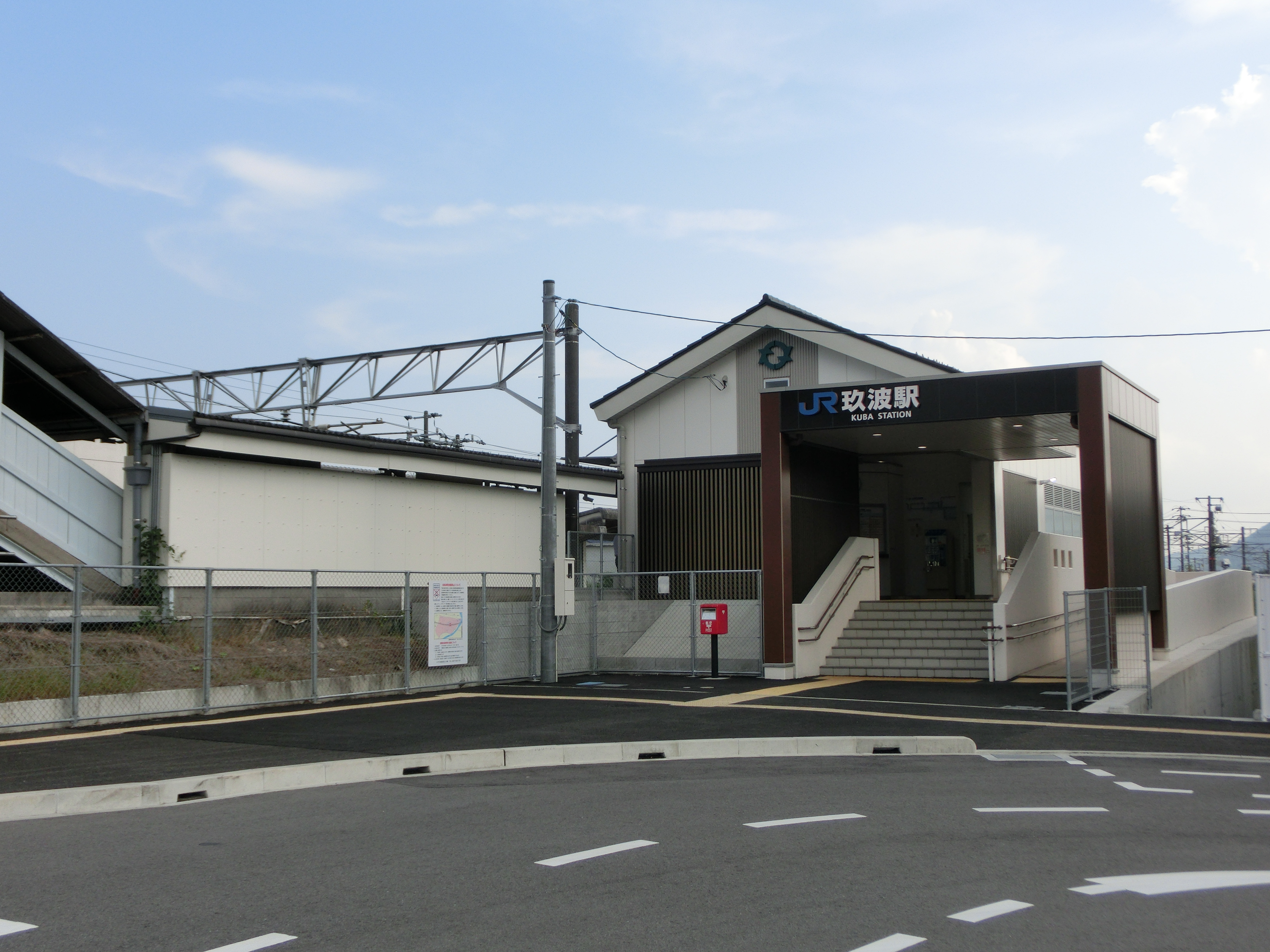
西口（2016年9月）

玖波駅（くばえき）は、広島県大竹市玖波二丁目にある、西日本旅客鉄道（JR西日本）山陽本線の駅である。駅番号はJR-R13。
当駅を含む区間で各停となる列車のみ停車する。大野浦駅以西で各停となる快速「シティライナー」は停車するが、平日朝に運行される「通勤ライナー」は通過する。朝夕は広島方面への通勤・通学客が多い。

## 歴史
- 1897年（明治30年）9月25日：山陽鉄道広島駅 - 徳山駅間延伸時に開設[2]。旅客・貨物取扱開始[2]。
- 1906年（明治39年）12月1日：山陽鉄道国有化、官営鉄道の駅となる[2]。
- 1909年（明治42年）10月12日：線路名称制定、山陽本線所属となる。
- 1962年（昭和37年）9月27日：車扱貨物取扱廃止[3]。
- 1984年（昭和59年）2月1日：荷物扱い廃止[2]。
- 1987年（昭和62年）4月1日：国鉄分割民営化に伴い、西日本旅客鉄道（JR西日本）の駅となる[2]。
- 1992年（平成4年）11月1日：みどりの窓口営業開始。
- 2007年（平成19年）9月1日：ICカード「ICOCA」が利用可能となる。
- 2015年（平成27年）9月5日：駅西側に西口改札新設。
- 2016年（平成28年）
  - 3月26日：ダイヤ改正に伴い、快速シティライナー（土休日のみ運行）の停車駅となる。
  - 4月10日：ジェイアール西日本広島メンテックの西広島営業所が当駅から西広島駅へ移転[注釈 1]。
- 2018年（平成30年）
  - 7月6日：平成30年7月豪雨に伴い山陽本線被災、営業休止。
  - 7月9日：海田市駅 - 岩国駅間運行再開に伴い、営業再開。快速シティライナーは休止。
- 2019年（平成31年）3月16日：休止中であった快速シティライナーが正式廃止、普通列車のみ停車に戻る。
- 2020年（令和2年）3月14日：シティライナー復活に伴い、再度停車駅となる。
- 2024年（令和6年）1月31日：みどりの窓口の営業を終了[7]。
- 2025年（令和7年）4月1日：当駅での駅員の常駐を廃止し、インターホンでの遠隔対応に変更[8]。

## 駅構造
相対式ホーム2面2線を有する地上駅。下りホーム側に東口駅舎、上りホーム側に西口駅舎があり、両ホームは跨線橋で連絡している。
ICOCA利用可能駅（相互利用可能ICカードはICOCAの項を参照）であるが、東口駅舎の自動改札機は簡易式、西口駅舎はフル仕様自動改札機が設置されている。
西口駅舎は簡易型自動券売機（高額紙幣と交通系ICカードチャージに対応）のみ設置であり（窓口と事務室のスペースは確保されているが、不定期で特別改札を行う時以外は閉鎖され、窓口部分には時刻表が設置されている）、定期券・特急券等は購入不可。

### のりば
| のりば | 路線     | 方向 | 行先             |
| ------ | -------- | ---- | ---------------- |
| 1      | 山陽本線 | 下り | 岩国・徳山方面   |
| 2      | 山陽本線 | 上り | 宮島口・広島方面 |

- 1番のりばと2番のりば間にホームが無い待避線（指令上の2番線）があるが、架線が無いため電車は入線不可。このため、2番のりばは「3番線」となっている。

## 利用状況
「大竹市統計書」によると、近年の1日平均乗車人員の推移は以下の通り。
| 年度                | 1日平均 乗車人員 |
| ------------------- | ---------------- |
| 1987年（昭和62年）  | 2,352            |
| 1988年（昭和63年）  | 2,325            |
| 1989年（平成 元年） | 2,280            |
| 1990年（平成02年）  | 2,397            |
| 1991年（平成03年）  | 2,418            |
| 1992年（平成04年）  | 2,423            |
| 1993年（平成05年）  | 2,435            |
| 1994年（平成06年）  | 2,409            |
| 1995年（平成07年）  | 2,417            |
| 1996年（平成08年）  | 2,465            |
| 1997年（平成09年）  | 2,452            |
| 1998年（平成10年）  | 2,327            |
| 1999年（平成11年）  | 2,316            |
| 2000年（平成12年）  | 2,275            |
| 2001年（平成13年）  | 2,201            |
| 2002年（平成14年）  | 2,147            |
| 2003年（平成15年）  | 2,093            |
| 2004年（平成16年）  | 2,083            |
| 2005年（平成17年）  | 2,105            |
| 2006年（平成18年）  | 2,075            |
| 2007年（平成19年）  | 2,050            |
| 2008年（平成20年）  | 2,054            |
| 2009年（平成21年）  | 1,984            |
| 2010年（平成22年）  | 1,931            |
| 2011年（平成23年）  | 1,915            |
| 2012年（平成24年）  | 1,943            |
| 2013年（平成25年）  | 1,933            |
| 2014年（平成26年）  | 1,844            |
| 2015年（平成27年）  | 1,845            |
| 2016年（平成28年）  | 1,823            |
| 2017年（平成29年）  | 1,798            |
| 2018年（平成30年）  | 1,726            |
| 2019年（令和 元年） | 1,700            |
| 2020年（令和02年）  | 1,429            |
| 2021年（令和03年）  | 1,359            |

## 駅周辺
- 玖波郵便局
- 国道2号
- 広島岩国道路（山陽自動車道と並行）大竹IC
- ゆめタウン大竹

## 隣の駅
西日本旅客鉄道（JR西日本）
 山陽本線
■快速「通勤ライナー」（平日朝上りのみ運転）
通過
■快速「シティライナー」（土休日のみ運転）・■普通
大野浦駅 (JR-R12) - 玖波駅 (JR-R13) - 大竹駅 (JR-R14)